# 보노네스 2세

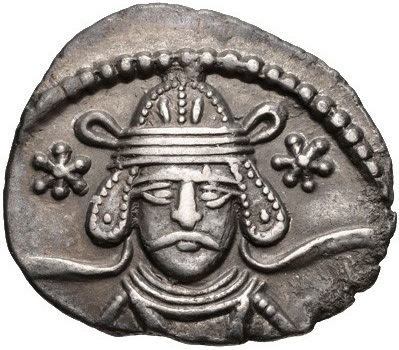

파르티아의 보노네스 2세는 51년 동안 잠깐 파르티아 제국을 다스렸다.
그의 형제 고타르제스 2세의 치세 동안 그는 메디아의 지배자였다. 고타르제스가 죽자 그는 왕으로 선출되었다. 그러나 그는 수개월 후 죽고 그의 아들 볼로가세스 1세에 의해 계승되었다.
| 전임 고타르제스 2세 | 제24대 파르티아 왕 51년 - 51년 | 후임 볼로가세스 1세 |